# Elaeocarpus glandulosus
Elaeocarpus glandulosus är en tvåhjärtbladig växtart som beskrevs av Wallich och Elmer Drew Merrill. Elaeocarpus glandulosus ingår i släktet Elaeocarpus och familjen Elaeocarpaceae. Inga underarter finns listade i Catalogue of Life.